# Anni Pede
Anni Pede-Erdkamp (14 januari 1940) is een Duits langeafstandsloper die bekendheid kreeg door het lopen van marathons.

## Biografie
Op 16 september 1967 liep ze in Waldniel, onder de naam Anni Pede-Erdkamp, een wereldrecord op de marathon in 3:07.26,2. Dit record zou tot 1970 stand houden. Het was tevens de eerste marathontijd die voor Duitsland werd geregistreerd. In 1973 werd deze tijd door de Duitse Christa Vahlensieck gebroken.
In haar tijd mochten vrouwen geen marathon lopen uit angst voor overbelasting. Haar trainer Ernst van Aaken organiseerde een marathonwedstrijd en liet twee vrouwen meelopen die 30 meter achter de startlijn waren opgesteld, zodat zo niet door de officials ontdekt zouden worden. Ook Anni deed mee op 27-jarige leeftijd en moeder van twee kinderen en werd gedeeld derde.
Voor haar marathonperiode was ze middenafstandsloopster en behaalde een vierde plaats op het EK indoor in 1966 op de 800 m in een tijd van 2.12,9.
Ze was aangesloten bij OSC Waldniel.

## Wereldrecords
- Marathon - 3:07.26,2 (Waldniel, 16 september 1967)

## Palmares

### 800 m
- 1966: EK indoor - 2.12,9